# Миколенко Любов Володимирівна
Любов Володимирівна Миколенко (нар. 1961, місто Городище, Черкаська область) — українська радянська діячка, помічник апаратника Городищенського цукрорафінадного комбінату Черкаської області. Депутат Верховної Ради УРСР 11-го скликання.

## Життєпис
Народилася в сім'ї Володимира Михайловича та Ганни Панасівни Берестових. Довгий час родина проживала в селі Тургай Казахської РСР, потім переїхала на Черкащину.
Освіта середня. Закінчила середню школу в Тургаї та Городищенське професійно-технічне училище Черкаської області.
З 1980 року — помічник апаратника Городищенського цукрорафінадного комбінату імені XXV з'їзду КПРС Черкаської області.
Потім — на пенсії в місті Городище Черкаської області.

## Нагороди
- ордени
- медалі